# Jon Foo
Jon Foo (* 30. Oktober 1982 in London als Jonathan Patrick Foo) ist ein englischer Schauspieler, Kampfkünstler und Stuntman chinesisch-irischer Herkunft.

## Jugend
Foo wurde in London als Sohn eines chinesischen Vaters aus Singapur und einer irischstämmigen Mutter aus England geboren. Er wuchs in England auf. In seiner Jugend zog seine Familie ständig um. Sein Vater praktiziert Karate und seine Mutter Judo. Als Foo acht Jahre alt war, begann er, Kung Fu zu erlernen. Mit 15 Jahren begann er eine Ausbildung im Wushu. Heute lebt er in Los Angeles.

## Schauspiel und Stuntkarriere
Als Praktiker des Wushu war er unter anderem in Batman Begins und Halloween – Left for Dead zu sehen. Er ist außerdem als Stuntman tätig. Bekannt wurde er durch seine Rolle als Jin Kazama in Tekken.

## Filmografie (Auswahl)
- 2005: House of Fury
- 2005: Batman Begins
- 2005: Revenge of the Warrior – Tom Yum Goong (ต้มยำกุ้ง)
- 2005: Halloween – Left for Dead (Left for Dead)
- 2005: Shi cha qi xiao shi
- 2009: Universal Soldier: Regeneration
- 2010: Tekken
- 2010: Streetfighter: Legacy (Kurzfilm)
- 2011: Rebirth – Rache stirbt nie (Rebirth)
- 2013: Extraction
- 2013: Vikingdom – Schlacht um Midgard (Vikingdom)
- 2014: Duality (Kurzfilm)
- 2016: Rush Hour (Fernsehserie, 13 Folgen)